# Старобородихино
Старобородихино — исчезнувшая деревня в Венгеровском районе Новосибирской области России. На момент упразднения входила в состав Тартасского сельсовета. Исключена из учётных данных в 1972 году.

## География
Располагалась у озера Калыкуль, в 3 км к северо-западу от деревни Ильинка.

## История
В 1928 году деревня Бородихина состояла из 49 хозяйств. В административном отношении входила в состав Ильинского сельсовета Меньшиковского района Барабинского округа Сибирского края.
Решением Новосибирского облисполкома от 24.04.1972 г. № 264 деревня исключена из учётных данных как фактически не существующая.

## Население
По переписи 1926 г. в деревне проживал 233 человека (112 мужчин и 121 женщина), основное население — русские.